# This Should Move Ya
This Should Move Ya é o quarto álbum de estúdio do grupo de hip-hop/electro Mantronix, e o segundo lançado pela Capitol Records. This Should Move Ya apresentava novos membros: Bryce  "Luvah" Wilson e o sobrinho de Kurtis Mantronik D.J. D, que se juntaram ao grupo depois da saída do rapper MC Tee.
O álbum contava com o single "Got To Have Your Love" que alcançou o número 4 nas paradas do Reino Unido em 1990.

## Faixas
1. "This Should Move Ya" - 2:55
2. "Got To Have Your Love" - 6:15
3. "Sex-N-Drugs And Rock-N-Roll" - 3:34
4. "Tonight Is Right" - 4:07
5. "(I'm) Just Adjustin My Mic" - 3:25
6. "Stone Cold Roach" - 3:18
7. "Take Your Time" (com Wondress) (faixa bónus) - 4:12
8. "I Get Lifted" - 3:32
9. "Don't You Want More" - 3:48
10. "I Like The Way (You Do It!)" - 4:00
11. "Get Stupid Part IV (Get On Up '90)" - 3:08
12. "(I'm) Just Adjustin My Mic ('90)" - 2:50
13. "King Of The Beats Lesson #1" - 3:25
14. "Don’t You Want More (Club)" (faixa bónus) - 6:08